# Un matrimonio interplanetario
Un matrimonio interplanetario è un cortometraggio del 1910 scritto, diretto e interpretato da Enrico Novelli (più noto come scrittore con lo pseudonimo di Yambo). La pellicola rappresenta probabilmente l'esordio del cinema italiano nel genere fantascientifico, sebbene si tratti di una commedia (il primo lungometraggio fantascientifico drammatico - La morte viene dallo spazio - verrà girato solo nel 1958).

## Trama
Aldovino è un giovane astronomo che osserva il cielo attraverso il suo telescopio dall'interno di un osservatorio spaziale. Quando lo punta su Marte, un pianeta roccioso e montuoso, scarsamente ricoperto di vari tipi di vegetazione, scopre che è presente anche una civiltà aliena. Osservando la città marziana, il giovane scorge un'attraente ragazza ed un uomo anziano all'interno di un altro osservatorio. Anche la donna guarda nel suo telescopio nello stesso momento in cui lo sta facendo anche il giovane, il quale è colpito dalla sua bellezza mentre ella lo saluta in modo affettuoso. Aldovino se ne innamora subito e, in preda ad una specie di frenesia, decide di raggiungere Marte per sposarla. Egli, quindi, si reca all'ufficio del telegrafo senza fili e invia un radiotelegramma alla donna professandole il suo amore e chiedendole di sposarlo. Le lettere delle parole del telegramma viaggiano attraverso lo spazio ed arrivano all'osservatorio marziano, dove vengono stampate su un foglio di carta su cui la signorina può leggere la proposta di matrimonio del terrestre. Fur, il padre della ragazza, a sua volta, risponde con un altro telegramma con cui dice al giovane che la potrà sposare se si recherà tra un anno sulla luna per incontrarla.
Gli abitanti di Marte si preparano per le nozze della ragazza, mentre l'innamorato inizia a costruire la sua astronave, riuscendo a lanciare con successo se stesso e il suo assistente sulla Luna all'interno di una sfera sparata da un enorme cannone, mentre la ragazza ed il padre usano una loro astronave per raggiungere la superficie lunare.
Così, Aldovino e la ragazza di Marte, finalmente, s'incontrano e ha luogo, immediatamente, una breve cerimonia di matrimonio. Poco dopo, però, la coppia viene circondata da un gruppo di indigeni lunari che vengono prontamente spaventati e messi in fuga dal coraggioso Aldovino che poi abbraccia la sua sposa. Un gruppo di danzatrici arriva per celebrare la loro unione, concludendo il film.

## Distribuzione
Il film fu distribuito in Francia nel febbraio 1910 con il titolo Un mariage interplanétaire e in Gran Bretagna l'11 marzo 1910 col titolo Marriage in the Moon.
Nel 2014 la Cineteca del Museo nazionale del cinema di Torino ha pubblicato su Vimeo la versione in lingua inglese del film.

## Critica
(FantaFilm)